# Неманов, Александр Васильевич
Александр Васильевич Неманов (12 декабря 1913, Архангельская губерния — 11 августа 1980, Архангельская область) — участник Великой Отечественной войны, полный кавалер ордена Славы.

## Биография
Родился в 1913 году в деревне Бор Архангельского уезда Архангельской губернии (ныне Лявленского сельского совета, Приморского района, Архангельской области) в семье крестьянина, получил начальное образование. До 1943 года работал председателем колхоза в Холмогорском районе Архангельской области.
В 1943 году был призван в ряды Красной Армии. Службу проходил сапёром в 84-м отдельном штурмовом инженерно-сапёрном батальоне 17-й штурмовой инженерно-сапёрной бригады 8-й армии Ленинградского фронта.
Во время Моонзундской наступательной операции 15 ноября 1944 года в боях на полуострове Сырве острова Сааремаа (ныне Эстония) Неманов смог сделать проход в проволочных заграждениях неприятеля и обезвредить 22 противотанковых мины, за что 26 ноября 1944 года был награждён орденом Славы 3-й степени.
7 марта 1945 года в сражениях на Кюстринском плацдарме при штурме города Кюстрин сапёр подорвал огневую точку, расположенную в одном из зданий. 28 апреля 1945 года был награждён орденом Славы 3-й степени, а 20 декабря 1951 года перенаграждён орденом Славы 1-й степени.
25-30 марта 1945 года в сражениях за Кюстринский плацдарм А.В. Неманов вёл инженерную разведку и делал проходы в проволочных заграждениях гитлеровцев, в ночь на 26 марта он смог уничтожить зенитную установку противника, а в последующих боях ликвидировал несколько солдат противника, за что 7 июня 1945 года был награждён орденом Славы 2-й степени.
В 1945 году демобилизовался и вернулся в Приморский район Архангельской области, где вновь руководил колхозом, а с 1963 года работал бригадиром по сплаву леса.
Умер Александр Васильевич Неманов 11 августа 1980 года.

## Награды
- орден Славы 1-й степени
- орден Славы 2-й степени
- орден Славы 3-й степени
- медали

## Память
- В посёлке Боброво Приморского района Архангельской области одна из улиц названа именем А. В. Неманова.[1][2]